# Licaonis
Els licaonis o licaons (en llatí licaoni, en grec antic Λυκαόνιος) era el nom que rebien els habitants de la regió de Licaònia.
Eustaci d'Epifania diu que el nom dels licaons com a poble provenia de Licàon, rei d'Arcàdia, i serien d'origen pelasg. No es coneix res de la seva història primitiva, però sembla que en temps del rei Cresos de Lídia havien avançat cap l'extrem oriental del país, fins al riu Halis. Xenofont anomena Iconium a la ciutat més oriental de la regió de Frígia, i segurament els licaonis, després d'aquesta època, devien continuar la seva marxa cap a l'oest, ja que Iconium, la seva capital, es troba a la part central de Licaònia. No es mencionen a la història fins a la guerra de Cir el jove contra son germà Artaxerxes, en què les forces de Cir van saquejar el país durant cinc dies a causa de la seva hostilitat.
No és clar a quina ètnia pertanyien però parlaven una llengua diferenciada, eren durs i guerrers i no estaven sotmeses al rei de Pèrsia, vivint del saqueig i robatori segons Dionís Periegetes i Rufus Fest Aviè. Licaònia, com altres països de l'Àsia Menor, va caure sota el domini d'Alexandre el Gran, Antíoc I Sòter, els selèucides i Èumenes II de Pèrgam, abans de passar a Roma, segons diu Titus Livi. L'any 158 aC va caure en mans de Galàcia i separada del Regne de Pèrgam. Tot i aquests canvis, els licaonis es van mantenir com un poble guerrer i salvatge, encara que les seves ciutats havien estat ocupades en part per colons grecs.
Estrabó esmenta un rei dels licaons anomenat Amintes un dels tetrarques de Galàcia i dominava Galàcia, Licaònia, Isàuria, el sud-est de Frígia, Pisídia i Cilícia del nord-oest, el darrer dels tetrarques, que a més a més va rebre probablement els dominis de Deiotarus II (Gadelonitis, Farnàcia, Trapezus i Armènia Sofene) a la seva mort (després del 30 aC) i va portar el títol reial fins que va morir l'any 25 aC. Llavors Licaònia i les seves restants possessions es van incorporar com a província romana i es va unir a la província de Capadòcia.